# Вестбрук (Мен)
Вестбрук (англ. Westbrook) — місто (англ. city) в США, в окрузі Камберленд штату Мен. Населення — 20 400 осіб (2020).

## Географія
Вестбрук розташований за координатами 43°42′29″ пн. ш. 70°21′9″ зх. д. / 43.70806° пн. ш. 70.35250° зх. д. (43.707947, -70.352614).  За даними Бюро перепису населення США в 2010 році місто мало площу 44,89 км², з яких 44,35 км² — суходіл та 0,54 км² — водойми.

## Демографія
Згідно з переписом 2010 року, у місті мешкали 17 494 особи в 7568 домогосподарствах у складі 4456 родин. Густота населення становила 390 осіб/км².  Було 7989 помешкань (178/км²).
Расовий склад населення:
| - 92,3 % — білих - 2,3 % — чорних або афроамериканців - 1,9 % — азіатів - 0,2 % — корінних американців - 0,1 % — вихідців з тихоокеанських островів |

До двох чи більше рас належало 2,5 %. Частка іспаномовних становила 1,9 % від усіх жителів.
За віковим діапазоном населення розподілялося таким чином: 20,9 % — особи молодші 18 років, 63,9 % — особи у віці 18—64 років, 15,2 % — особи у віці 65 років та старші. Медіана віку мешканця становила 39,4 року. На 100 осіб жіночої статі у місті припадало 91,1 чоловіків;  на 100 жінок у віці від 18 років та старших — 86,8 чоловіків також старших 18 років.
Середній дохід на одне домашнє господарство  становив 54 130 доларів США (медіана — 44 588), а середній дохід на одну сім'ю — 67 497 доларів (медіана — 59 219). Медіана доходів становила 43 683 долари для чоловіків та 37 593 долари для жінок. За межею бідності перебувало 17,4 % осіб, у тому числі 30,2 % дітей у віці до 18 років та 5,5 % осіб у віці 65 років та старших.
Цивільне працевлаштоване населення становило 8930 осіб. Основні галузі зайнятості: освіта, охорона здоров'я та соціальна допомога — 24,9 %, роздрібна торгівля — 13,4 %, фінанси, страхування та нерухомість — 11,4 %, мистецтво, розваги та відпочинок — 10,6 %.